# Der Bulle von Tölz: Schöne, heile Welt
Schöne, heile Welt ist ein deutscher Fernsehfilm von Jörg Grünler aus dem Jahr 2000 nach einem Drehbuch von Ralph Werner. Es ist die 26. Folge der Krimiserie Der Bulle von Tölz mit Ottfried Fischer als Hauptdarsteller in der Rolle des Hauptkommissars Benno Berghammer. Die Erstausstrahlung erfolgte am 26. April 2000 auf Sat.1.

## Handlung
Der Schlagerstar Tony Gordon alias Anton Hödlmoser gibt ein Konzert im Bad Tölzer Kurhaus. Resi Berghammer will ein Autogramm von ihm ergattern und begibt sich in seine Garderobe. Dort findet sie ihn mit einem Brieföffner erstochen am Boden liegen und bekommt im nächsten Augenblick eine Champagnerflasche an den Hinterkopf. Als ihr Sohn, Hauptkommissar Benno Berghammer, besorgt am Tatort eintrifft, ist sie aber schon wieder munter und will auch sofort eine Zeugenaussage machen, doch ihr Sohn besteht darauf, dass sie sich zuerst im Krankenhaus untersuchen lässt.
Gerichtsmediziner Dr. Robert Sprung stellt fest, dass der Stichkanal im letzten Drittel zweigeteilt ist. Der Täter muss also die Klinge ein Stück weit herausgezogen und erneut zugestochen haben. Erst der zweite Stich hat die linke Herzkammer getroffen und zum Tod geführt.
Benno Berghammer und seine Kollegin Sabrina Lorenz stellen fest, dass das Mordopfer wohl mehr Feinde als Freunde hatte: Bassist Max Unger, wegen seiner Kokainsucht ständig pleite, hatte kurz vor dem Konzert noch eine Auseinandersetzung mit seinem Chef; die unzureichend talentierte Sängerin Franziska Schmirl erhoffte sich eine steile Karriere, wenn sie mit Tony ins Bett geht; und Tonys Manager Charlie Forster hat angeblich Tantiemen unterschlagen, weshalb der Schlagerstar sich von ihm trennen wollte. Auch seine Ehefrau Susanne Hödlmoser und seine Stieftöchter Kathrin und Maria zeigen sich nicht wirklich schockiert über Tony Gordons Tod.
Resi Berghammer nutzt ihre Position als einzige Zeugin aus und gibt dem neugierigen Lokalreporter Reinhold Goetz vom „Tölzer Kurier“ für 850 DM ein Interview – sehr zum Ärger ihres Sohnes, weil nun ermittlungsrelevante Details in der Zeitung stehen, die nicht an die Öffentlichkeit gelangen sollten.
Der Fall nimmt eine plötzliche Wende, als die 14-jährige Maria Hödlmoser einen Selbstmordversuch unternimmt. Sie übersteht den Sprung vom Schuldach weitgehend unbeschadet, doch verliert sie ihr ungeborenes Kind – wer der Vater war, kann zunächst nicht geklärt werden.
Die Kommissare erfahren vom Zeitungsreporter Goetz, dass Tony Gordon auf minderjährige Mädchen stand. Er untermauert dies mit eindeutigen Fotos. In der Folge veranlassen sie einen Gentest beim Fötus, der zweifelsfrei ergibt, dass Tony Gordon seine Stieftochter geschwängert hat. Darauf angesprochen, bestreitet Susanne Hödlmoser, etwas davon gewusst zu haben. Sabrina Lorenz hält dagegen, dass sogar der Klassenlehrerin eine Veränderung an Maria aufgefallen sei. Da gibt Susanne Hödlmoser zu, sie habe es eben nicht wahrhaben wollen. Die Kommissare konfrontieren sie mit einer Aussage Max Ungers, wonach ihre Tochter Kathrin beim Verlassen der Garderobe beobachtet wurde. Daraufhin gesteht sie auch den Mord an ihrem Mann, doch beim Nachstellen der Tat stellt sich heraus, dass sie keine Ahnung vom Hergang hat.
Kathrin Hödlmoser kommt aufs Kommissariat und gesteht ihrerseits den Mord. Als Motiv gibt sie den sexuellen Missbrauch ihrer Schwester an. Sie selbst sei ab dem 11. Lebensjahr ebenfalls von ihrem Stiefvater missbraucht worden. Er habe ihr damals gedroht, sie und sich selbst umzubringen, sollte sie jemandem etwas davon erzählen. Als sie im Alter von 16 Jahren von zu Hause ausgezogen und zu ihrem Freund übersiedelt sei, habe sie ihrem Stiefvater damit gedroht, an die Öffentlichkeit zu gehen, wenn er sich jemals an Maria vergreifen sollte. Er habe ihr versprochen, es nicht zu tun. Als sie nun aber von Marias Schwangerschaft erfahren habe, sei sie zu ihm in die Garderobe gegangen und habe ihn zur Rede gestellt. Es sei so widerlich gewesen, wie er sich habe herausreden wollen. Da habe sie diesen Brieföffner genommen und einfach nur zugestochen. Auf Berghammers Frage, wie oft, sagt sie, sie habe einmal zugestochen, dann sei er zu Boden gegangen und habe jämmerlich gewinselt. Da habe sie nur noch weglaufen können.
Jetzt, wo die Täterin feststeht, ist noch die Frage offen, wer Resi Berghammer niedergeschlagen hat. Benno Berghammer traut Kathrin Hödlmoser nicht zu, dass sie einer alten Frau eine Flasche über den Schädel gezogen hat. Außerdem deutet der zweifache Stichkanal auf einen zweiten Täter hin. Berghammer findet es auch seltsam, dass Franziska Schmirl bei ihrer letzten Begegnung so getan hat, als sei zwischen Tony Gordon und seinem Manager alles in Ordnung gewesen, als hätte Charlie Forster sie vorgeschickt, um ihn bei der Polizei besser dastehen zu lassen.
Da sie keine Beweise gegen den Manager in der Hand haben, stellen sie ihm eine Falle: Resi Berghammer wird mit einem Funkmikrofon ausgestattet und soll Charlie Forster zu erpressen versuchen, während ihr Sohn und seine Kollegin sich im Hintergrund halten und mithören. Als Frau Berghammer ihn so weit hat, dass er fragt, wie viel sie für ihr Schweigen verlange, sagt sie, sie brauche so viel, dass sie sich auf Mallorca niederlassen könne. – „Mallorca“ wäre das Stichwort zum Eingreifen gewesen, aber die Kommissare hoffen, noch mehr zu erfahren. Erst als Charlie Forster ausrastet und Frau Berghammer attackiert, handeln sie und können ihn gerade noch von einem weiteren Mord abhalten.
Die geschäftstüchtige Resi Berghammer macht auch dieses Erlebnis zu Geld: Für 2000 DM verkauft sie die Story an den „Tölzer Kurier“.

## Hintergrund
Die Dreharbeiten erfolgten in Bad Tölz und Berg am Starnberger See (Bootswerft); als Schauplatz für die „Pension Resi“ diente das Hollerhaus Irschenhausen.